# فرانك ريتشاردز
فرانك ريتشاردز (بالإنجليزية: Frank Richards)‏ هو ممثل أمريكي، ولد في 15 سبتمبر 1909، وتوفي في 15 أبريل 1992.

## وصلات خارجية
- فرانك ريتشاردز على موقع IMDb (الإنجليزية)
- فرانك ريتشاردز على موقع قاعدة بيانات برودواي على الإنترنت (الإنجليزية)